# Gärsthorn
Gärsthorn är en bergstopp i Schweiz.   Den ligger i distriktet Brig och kantonen Valais, i den södra delen av landet, 80 km sydost om huvudstaden Bern. Toppen på Gärsthorn är 2 927 meter över havet, eller 248 meter över den omgivande terrängen. Bredden vid basen är 1,4 km.
Terrängen runt Gärsthorn är huvudsakligen mycket bergig. Närmaste större samhälle är Naters, 5,9 km öster om Gärsthorn. 
I omgivningarna runt Gärsthorn växer i huvudsak barrskog. Runt Gärsthorn är det ganska glesbefolkat, med 30 invånare per kvadratkilometer.